# 1997年フランスグランプリ
1997年フランスグランプリ(1997 French Grand Prix)は1997年のF1世界選手権第8戦として1997年6月29日にマニクール・サーキットで開催された。

## 予選
フランスGPは開催前からドライバーの異動が目立った。
前戦カナダGPで大クラッシュし両足を骨折してしまったオリビエ・パニスは、母国フランスのレースに出場することはできなかった。パニスの代役はミナルディをドライブしていたヤルノ・トゥルーリが務めることとなった。
一方、トゥルーリの抜けたシートは去年まで同チームをドライブしていたタルソ・マルケスが96年アルゼンチンGP以来のF1復帰となった。
また、ザウバーはニコラ・ラリーニに代わってドライブしていたジャンニ・モルビデリが骨折を負ってしまったため、ノルベルト・フォンタナがドライブすることとなった。

### 展開
ミハエル・シューマッハが去年に引き続きポールポジションを獲得した。2位にフレンツェン、3位には自己最高位のジョーダンのラルフ・シューマッハが兄ミハエルに続いて獲得した。これにより上位3人がドイツ人という並びになった。
プロストGPはトゥルーリが初めてのマシンで6位を獲得し、周囲を驚かせた。また、ベネトンのアレクサンダー・ヴルツは前戦カナダに続いて、チームメートのジャン・アレジを上回る7位を獲得した他、アロウズのペドロ・ディニスが今シーズン初めて、チームメートのデイモン・ヒルを上回った。
マクラーレンのミカ・ハッキネンはシケインでスピンしてしまい、タイムが上がらず10番手にとどまった。

### 結果
| 順位 | No | ドライバー                       | チーム                   | タイム   | 差     |
| ---- | -- | -------------------------------- | ------------------------ | -------- | ------ |
| 1    | 5  | ミハエル・シューマッハ           | フェラーリ               | 1'14.548 |        |
| 2    | 4  | ハインツ＝ハラルド・フレンツェン | ウィリアムズ・ルノー     | 1'14.749 | +0.201 |
| 3    | 11 | ラルフ・シューマッハ             | ジョーダン・プジョー     | 1'14.755 | +0.207 |
| 4    | 3  | ジャック・ヴィルヌーヴ           | ウィリアムズ・ルノー     | 1'14.800 | +0.252 |
| 5    | 6  | エディ・アーバイン               | フェラーリ               | 1'14.860 | +0.312 |
| 6    | 14 | ヤルノ・トゥルーリ               | プロスト・無限ホンダ     | 1'14.957 | +0.409 |
| 7    | 8  | アレクサンダー・ヴルツ           | ベネトン・ルノー         | 1'14.986 | +0.438 |
| 8    | 7  | ジャン・アレジ                   | ベネトン・ルノー         | 1'15.228 | +0.680 |
| 9    | 10 | デビッド・クルサード             | マクラーレン・メルセデス | 1'15.270 | +0.722 |
| 10   | 9  | ミカ・ハッキネン                 | マクラーレン・メルセデス | 1'15.339 | +0.791 |
| 11   | 12 | ジャンカルロ・フィジケラ         | ジョーダン・プジョー     | 1'15.453 | +0.905 |
| 12   | 15 | 中野信治                         | プロスト・無限ホンダ     | 1'15.857 | +1.309 |
| 13   | 22 | ルーベンス・バリチェロ           | スチュワート・フォード   | 1'15.876 | +1.328 |
| 14   | 16 | ジョニー・ハーバート             | ザウバー・ペトロナス     | 1'16.018 | +1.470 |
| 15   | 23 | ヤン・マグヌッセン               | スチュワート・フォード   | 1'16.149 | +1.601 |
| 16   | 2  | ペドロ・ディニス                 | アロウズ・ヤマハ         | 1'16.536 | +1.988 |
| 17   | 1  | デイモン・ヒル                   | アロウズ・ヤマハ         | 1'16.729 | +2.181 |
| 18   | 19 | ミカ・サロ                       | ティレル・フォード       | 1'16.941 | +2.393 |
| 19   | 18 | ヨス・フェルスタッペン           | ティレル・フォード       | 1'17.256 | +2.708 |
| 20   | 17 | ノルベルト・フォンタナ           | ザウバー・ペトロナス     | 1'17.538 | +2.990 |
| 21   | 20 | 片山右京                         | ミナルディ・ハート       | 1'17.563 | +3.015 |
| 22   | 21 | タルソ・マルケス                 | ミナルディ・ハート       | 1'18.280 | +3.732 |

- 予選通過タイム 1'19.766

## 決勝

### 展開
ポールポジションのミハエルと2番手スタートのフレンツェン、そして5番手スタートのエディ・アーバインが好スタートを切った中、3番手スタートのラルフは出遅れて5番手に後退してしまった。後方ではアロウズのデイモン・ヒルがコースオフしフロントウィングを破損してしまった。また、マクラーレン勢の2台がジャンプアップし6、7位に付けた。
アロウズはヒルのコースオフがあった他、もう一台のペドロ・ディニスはヨス・フェルスタッペンと接触してフロントウィングを破損してしまいピットインを余儀なくされた。(のちに57周目にスピンアウトしリタイアした。)
レースは後半まで何事もなく進行してったが、後半になるにつれ雲の色が徐々に暗くなっていき、雨が降り始めた。プロストのトゥルーリを皮切りに何台かはウェットを選択したが、ジャック・ヴィルヌーヴやヴルツといった大半のドライバーはドライを選択した。結果的にウェットを選択したトゥルーリらは大きく後退し順位を落とした。
しかし、ドライを選択したドライバーも苦戦を強いられ、トップのミハエルやラルフはスピンし、一部のドライバーはスピンアウトによるリタイアを強いられた。ミハエルはスピンしたがトップの座は守ることができたものの、ラルフは残り1周半というところで、スピンにより5位の座を失った。しかしラルフは、トップのミハエルに周回遅れにされていたが、最終コーナーでミハエルに譲られ入賞圏内を狙えるポジションとなった。ただ、解説を務めていたマレー・ウォーカーやマクラーレンのデビッド・クルサードらはこのミハエルの行為を批判した。
ファイナルラップでペースの上がらないクルサードに、母国グランプリのジャン・アレジとスピンからの巻き返しを図るラルフが追いつき、アレジはクルサードと接触しクルサードはグラベルに捕まった。またこの時、アーバインとヴィルヌーヴの3位争いが展開していたが、最終コーナーのリセで、ヴィルヌーヴがアーバインを抜こうとしたところスピンしてしまった。
ヴィルヌーヴはすぐさまレースに復帰し、背後につけたアレジを振り切りなんとか4位に付けた。母国グランプリのアレジは5位、ラルフは6位入賞で今シーズン二度目のポイント獲得となった。

### 結果
| 順位 | No | ドライバー                       | チーム                   | 周回数 | タイム/リタイア | グリッド | ポイント |
| ---- | -- | -------------------------------- | ------------------------ | ------ | --------------- | -------- | -------- |
| 1    | 5  | ミハエル・シューマッハ           | フェラーリ               | 72     | 1:38′50.492     | 1        | 10       |
| 2    | 4  | ハインツ＝ハラルド・フレンツェン | ウィリアムズ・ルノー     | 72     | +23.537         | 2        | 6        |
| 3    | 6  | エディ・アーバイン               | フェラーリ               | 72     | +1′14.801       | 5        | 4        |
| 4    | 3  | ジャック・ヴィルヌーヴ           | ウィリアムズ・ルノー     | 72     | +1′21.784       | 4        | 3        |
| 5    | 7  | ジャン・アレジ                   | ベネトン・ルノー         | 72     | +1′22.735       | 8        | 2        |
| 6    | 11 | ラルフ・シューマッハ             | ジョーダン・プジョー     | 72     | +1′29.871       | 3        | 1        |
| 7    | 10 | デビッド・クルサード             | マクラーレン・メルセデス | 71     | +1Lap           | 9        |          |
| 8    | 16 | ジョニー・ハーバート             | ザウバー・ペトロナス     | 71     | +1Lap           | 14       |          |
| 9    | 12 | ジャンカルロ・フィジケラ         | ジョーダン・プジョー     | 71     | +1Lap           | 11       |          |
| 10   | 14 | ヤルノ・トゥルーリ               | プロスト・無限ホンダ     | 70     | +2Lap           | 6        |          |
| 11   | 20 | 片山右京                         | ミナルディ・ハート       | 70     | +2Lap           | 21       |          |
| 12   | 1  | デイモン・ヒル                   | アロウズ・ヤマハ         | 69     | +3Lap           | 17       |          |
| Ret  | 19 | ミカ・サロ                       | ティレル・フォード       | 60     | 電気系          | 19       |          |
| Ret  | 8  | アレクサンダー・ヴルツ           | ベネトン・ルノー         | 59     | スピンアウト    | 7        |          |
| Ret  | 2  | ペドロ・ディニス                 | アロウズ・ヤマハ         | 57     | スピンアウト    | 16       |          |
| Ret  | 17 | ノルベルト・フォンタナ           | ザウバー・ペトロナス     | 39     | スピンアウト    | 20       |          |
| Ret  | 22 | ルーベンス・バリチェロ           | スチュワート・フォード   | 35     | エンジン        | 13       |          |
| Ret  | 23 | ヤン・マグヌッセン               | スチュワート・フォード   | 32     | ブレーキ        | 15       |          |
| Ret  | 9  | ミカ・ハッキネン                 | マクラーレン・メルセデス | 17     | エンジン        | 10       |          |
| Ret  | 18 | ヨス・フェルスタッペン           | ティレル・フォード       | 14     | 電気系          | 18       |          |
| Ret  | 15 | 中野信治                         | プロスト・無限ホンダ     | 6      | スピンアウト    | 12       |          |
| Ret  | 21 | タルソ・マルケス                 | ミナルディ・ハート       | 4      | エンジン        | 22       |          |

- ファステストラップ ミハエル・シューマッハ 1'17.910（Lap 37）
- ラップリーダー ミハエル・シューマッハ (LAP 1-22,24-46,48-72) 、ハインツ＝ハラルド・フレンツェン (LAP 23,47)